# 魏斯瓦瑟
上劳西茨地区魏斯瓦瑟（德語：Weißwasser/Oberlausitz，官方拼写为），通称魏斯瓦瑟（德語：Weißwasser，發音：[ˈvaɪsˌvasɐ] ⓘ，發音：[ˈbʲɪwa ˈwɔda] ⓘ，發音：[ˈbjawa vɔda]；含义均为“白水”）是德国萨克森州格尔利茨县的城市，总面积63.42平方千米，2023年12月31日总人口为14,992人。